# Cladiella elongata
Cladiella elongata is een zachte koraalsoort uit de familie Alcyoniidae. De koraalsoort komt uit het geslacht Cladiella. Cladiella elongata werd in 1944 voor het eerst wetenschappelijk beschreven door Tixier-Durivault. 